# Bé lliure
Un bé lliure és aquell que s'utilitza per a satisfer necessitats, però que no posseïx ni amo ni preu, és abundant i no requerix un procés productiu per a la seua obtenció. Exemple d'ell és l'aigua de mar, la llum solar o l'aire. Es denominen també béns no econòmics, en contraposició al bé econòmic.